# Festival de cine fantástico de Torremolinos
El Festival de cine fantástico de Torremolinos nace en el año 2011 de la mano privada de Asociación cultural Cinefans (entidad organizadora del evento hasta la actualidad).
El evento lo fundaron 4 personas: Miguel Pedraza, David Pedraza, Francisca Fuentes y Concepción Fuentes aunque la idea surge de Miguel Pedraza que escribe el proyecto entre los años 2007 y 2010.
Actualmente, desde el año 2013, los directores de dicho certamen son los hermanos Miguel y David Pedraza.
El festival se celebra en la localidad malagueña de Torremolinos (España), en plena Costa del Sol. Desde su primera edición se realiza íntegramente en las salas del Palacio de congresos y exposiciones de Torremolinos,, tiene un presupuesto aproximado de entre 20 000 y 30 000 euros, congrega cada año entre 1000 y 3000 visitantes aproximadamente y dispone de la colaboración (entre otras empresas) de las entidades Ayuntamiento de Torremolinos y Palacio de congresos y exposiciones de Torremolinos.
En junio de 2015, entra en la lista internacional de los 100 mejores festivales de cine de terror.
Normalmente, el festival da comienzo el fin de semana que coincide con la festividad de Halloween (a finales de octubre) y se prolonga varios días después.

## Temática
El Festival de cine fantástico de Torremolinos es un evento cinematográfico especializado en género fantástico. Es decir, la mayoría de su parrilla lo forman películas de categoría fantástica "en el sentido más amplio de su palabra" (según uno de sus directores Miguel Pedraza).
Los géneros de los films proyectados albergan una gran variedad temática: fantasía, ciencia ficción, aventuras, suspense, terror, gore, humor negro, acción, animación, anime, épica y cine de género (falsos documentales, road movies, exploitation, giallo, slasher, superhéroes, cómic, videojuegos...) haciendo especial hincapié en el cine comercial, en autores de serie B o independientes, en cintas de bajo presupuesto y en obras de cineastas andaluces y, especialmente, malagueños.

## Concursos
Desde su primera edición (año 2011) alberga un concurso de cortometrajes y todos los largometrajes se proyectaban sin participar en concurso.
A partir de la quinta edición (2015) se incluye también largometrajes a concurso.
En las bases constan que la duración de los cortometrajes no podrán sobrepasar los 15 minutos (incluido títulos de crédito) y la duración de los largometrajes deben oscilar entre los 60 y 130 minutos (incluido títulos de crédito).

## Premios
- Premio al Mejor cortometraje (desde la primera edición): dotado con 600 €[6]
- Premio al Mejor cortometraje malagueño (desde la segunda edición): dotado con 600 €[6]
- Premio del público al Mejor cortometraje (desde la primera edición): dotado con 200 €[6]
- Premio del jurado joven al Mejor cortometraje (desde la cuarta edición): sin premio económico[6]
- Premio del jurado joven al Mejor cortometraje malagueño (desde la cuarta edición): sin premio económico[6]
- Menciones especiales: sin premio económico[6]

## Cortometrajes fuera de concurso
Desde su primera edición, junto a la gran mayoría de largometrajes se proyecta previamente uno o varios cortometrajes fuera de concurso para aportar riqueza al pase.
Los "cortometrajes fuera de concurso" obedecen a obras que han sido descartadas por problemas de tiempo (ya que los pases de "cortometrajes a concurso" disponen de un tiempo limitado) pero que tienen una gran riqueza artística y atractiva para el público (tanto como los que van a concurso) y merecen, por ello, proyectarse también dentro del certamen.
Esto de incluir "cortometrajes fuera de concurso" en la mayoría de pases se ha acabado convirtiendo, con el paso del tiempo, en uno de los sellos del festival junto a los espectáculos

## Historia

### Año 1
Celebrado del viernes 28 al domingo 30 de octubre de 2011
Cortometrajes ganadores:
- Mejor cortometraje: "70m²" (de Miguel Ángel Carmona)
- Premio del público: "Párpados" (de Elena Morisca)
- Mención especial del jurado: "Brutal relax" (de Adrián Cardona, Rafa Dengrá y David Muñoz)

### Año 2
Celebrado del jueves 1 al domingo 4 de noviembre de 2012
Gala de inauguración presentada por Sergio Ripoll Salut.
Película de inauguración: "Carne cruda" (de Tirso Calero).
Otras películas destacables: "Drácula 0.9" (de Emilio Schargorodsky) y "Jodidos kabrones" (de Manolito Motosierra).
Cortometrajes ganadores:
- Mejor cortometraje: "Luminaris" (de Juan Pablo Zaramella)
- Mejor cortometraje malagueño: "La última víctima" (de Ángel Gómez Hernández)
- Premio del público: "Tanatría" (de Sergio Sánchez)

### Año 3

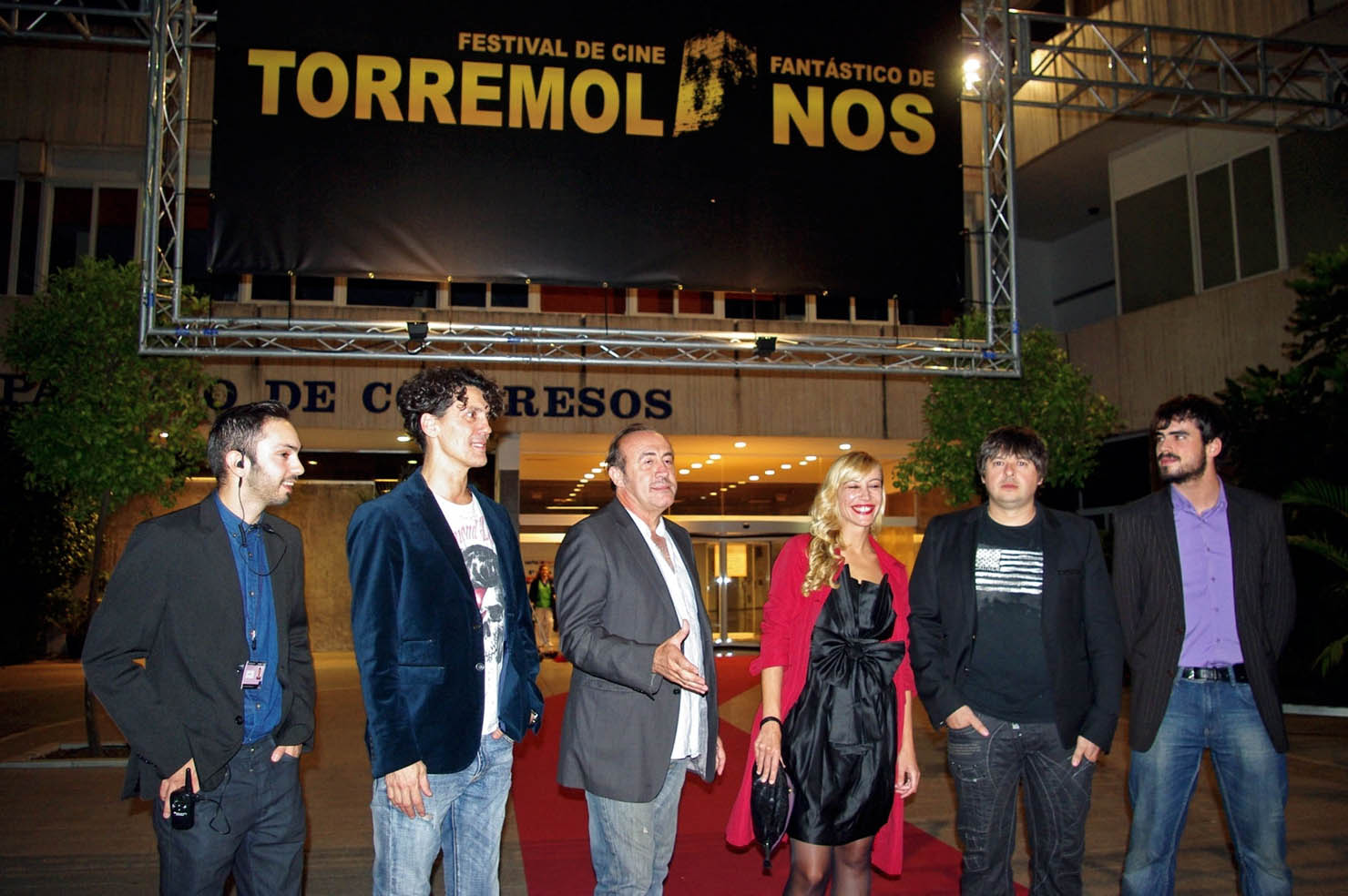
De izquierda a derecha David Pedraza (director del festival), Luís Cao, Pedro Reyes, Horten Soler, Julián Lara y Álvaro Arrondo (voluntario del festival) en la presentación de la película "Save the zombies" (de Yen Gálvez)

Celebrado del miércoles 30 de octubre al 3 de noviembre de 2013
Gala de inauguración presentada por Sergio Ripoll Salut y Roxanna Panero.
Película de inauguración: "Save the zombies" (de Yen Gálvez).
Película de clausura: "El árbol sin sombra" (de Xavier Miralles).
Otras películas destacables: "Nova" (de Bruno Teixidor y Ezequiel Romero), "The Becquer's guide" (de Fernando Bermejo y Manu Franco), "Renegados de la luz" (de Simón Fariza), "DAR HE: The lynching of Emmett Till" (de Rob Underhill) e "Ixtab" (de Manuel Eiras) y la proyección de los tráileres promocionales de "Operasiones espesiales" (de Paco Soto), "La esfera" (de Olga Navarro y Héctor García), "Las hijas de Danao" (de Fran Kapilla), "Jumping with Jess" (de José Luis Matoso Aguilar) y "Komodo B12" (de José María Castillo Lobato).
Cortometrajes ganadores:'
- Mejor cortometraje: "División azul" (de Sergi Martí)
- Mejor cortometraje malagueño: "Tránsito" (de Macarena Astorga)
- Premio del público: "Constelación hiperbólica" (de Jon Rivero)

### Año 4

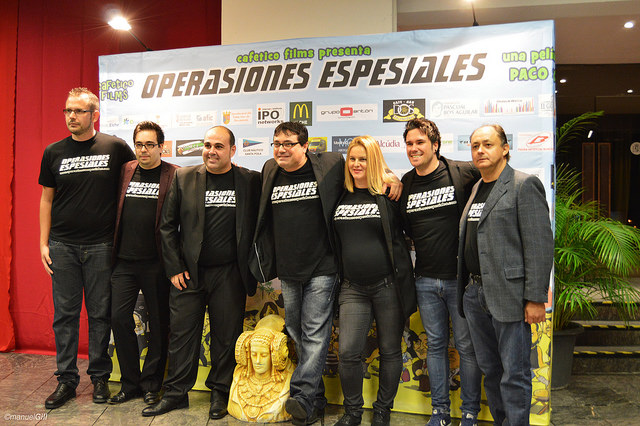
El equipo del film "Operasiones espesiales" presenta su obra en el Festival de cine fantástico de Torremolinos

Celebrado del viernes 31 de octubre al domingo 9 de noviembre de 2014
Gala de inauguración presentada por Horten Soler e Iñaki Urrutia.
Película de inauguración: "Operasiones espesiales" (de Paco Soto).
Película de clausura: "Wax" (de Víctor Matellano).
Otras películas destacables: "Extraterrestrial" (de Colin Minihan), "Asmodexia" (de Marc Carreté), "Perfidia" (de Lucio Rojas), "The redwood massacre" (de David Ryan Keith), "Pink zone" (de Benjamin J. Walter), "The perfect husband" (de Lucas Pavetto), "Candlestick" (de Christopher Presswell), "Seuls à bord" (de Jean-François Guay), "Pixel theory" (de Esaú Dharma, Mar Delgado y varios), "La mujer que hablaba con los muertos" (de César del Álamo), "Los inocentes" (de varios directores), "Escóndete" (de Roque Madrid), "Zombie world: the movie" (de Juan José Patón), "La sangre de Wendy" (de Samuel Gutiérrez), "El altar" (de Pedro Sánchez Román), "Necrofobia" (de Daniel de la Vega) y "2/11: día de los muertos" (de Ezio Massa) y los clásicos: "Cazafantasmas", "Dentro del laberinto", "Tortugas ninja (1990)" y "Al final de la escalera"
Cortometrajes ganadores:
- Mejor cortometraje (premio exaequo): "O cavaleiro" (de Luis Mata Henriques) y "La otra cena" (de Albert Blanch Serrat)
- Mejor cortometraje malagueño: "Formen fila" (de Raúl Mancilla)
- Premio del público: "Náufragos estelares" (de Coke Arijo)
- Mención especial a los créditos: "Viaje de vuelta" (de Alberto Enrique Pons)
- Premio del jurado joven al mejor cortometraje: "Dustin" (de Kristina Jaeger)
- Premio del jurado joven al mejor cortometraje malagueño: "Viaje de vuelta" (de Alberto Enrique Pons)
- Mención especial del jurado joven al mejor actor: Bawar Landon por "I am Sami" (de Kae Bahar)

### Año 5
Celebrado del 1 al 8 de noviembre de 2015
Película de inauguración: "La leyenda de Zaphomet" (de Juanfran López).
Otras películas destacables: "Luciferous" (de Mahsa Ghorbankarimi y Alexander Gorelick), "Palm to the sun" (de Tomohiko Iwasaki), "Le scaphandrier" (de Alain Vézina), "A dozzen summers" (de Kelton Hall), "Agoraphobia" (de Lou Simon), "Lección debida" (de Iván Ruiz Flores), "Sendero" (de Lucio A. Rojas)
Cortometrajes ganadores:
- Mejor cortometraje (premio exaequo): "The fear box" (de JoJo Henrickson) y "Dinner for few" (de Athanassios Vakalis)
- Mejor cortometraje malagueño: "Last memory" (de Juan Luis Moreno Somé)

Menciones Especiales:
- Premio del público: "Eres un fenómeno" (de Sergio Sánchez)
- Mención especial a mejor melodrama fantástico: "Adiós" (de Robin Beyer)
- Mención especial a mejor director: Caye Casas (por "Nada S.A.")

### Año 6
Celebrado del 27 de octubre al 1 de noviembre de 2016
Película de inauguración: "Arc de Barà" (de Juan Carlos Ceinos).
Otras películas destacables: "Origin" (de Andreas Climent y André Hedetoft), "Alcoholist" (de Lucas Pavetto), "Aaron's blood" (de Tommy Stovall), "Sweet Girls" (de Jean Paul Cardinaux y Xavier Ruiz), "Shortwave" (de Ryan Gregory Phillips), "Nilalang" (de Pedring Lopez), "Corazón muerto" (de Mariano Cattaneo), "Capture Kill Release" (de Nic McAnulty y Brian Allan Stewart), "Idyll" (de Tomaz Gorkic), "Frankenstein Created Bikers" (de James Bickert), "Wekufe: el origen del mal" (de Javier Attridge), "The forest" (de Paul Spurrier), "Los cuatro sandos" (de Alberto Campón)
Cortometrajes ganadores:
- Mejor cortometraje (premio exaequo): "The dragon's scale" (de James Cunningham) y "El Columpio" (de George Rojas)
- Mejor cortometraje malagueño: "Hada" (de Tony Morales)
- Mejor cortometraje de animación (primer premio): "El columpio" (de George Rojas)
- Mejor cortometraje de animación (segundo premio): "EVO" (de Adolfo Aliaga, Jordi Alonso y Joan Gomar)
- Mejor cortometraje de terror (primer premio): "Polaroid" (de Lars Klevberg)
- Mejor cortometraje de terror (segundo premio): "Hada" (de Tony Morales)
- Mejor cortometraje fantástico: "The dragon's scale" (de James Cunningham)

Menciones Especiales en largos:
- Mejor reparto: "Arc de Barà" (de Juan Carlos Ceinos)
- Mejor dirección en película de acción: Pedring Lopez (por "Nilalang")
- Mejor sonido ambiental: Eric Ballew, Matt Davies y Michael McFadden (por "Shortwave")
- Mejor guion con trasfondo solcial: Jean Paul Cardinaux (por "Sweet Girls")
- Mejor thriller: "Corazón Muerto" (de Mariano Cattaneo)

Menciones Especiales en cortos:
- "En otra vida" (de Tony Villazán)
- "Void Chair" (de TXavier Miralles)
- "Matryoshka - versión de 15 minutos-" (de Fran Kapilla)
- "Extraterrestres" (de Simón Fariza)

## Espectáculos

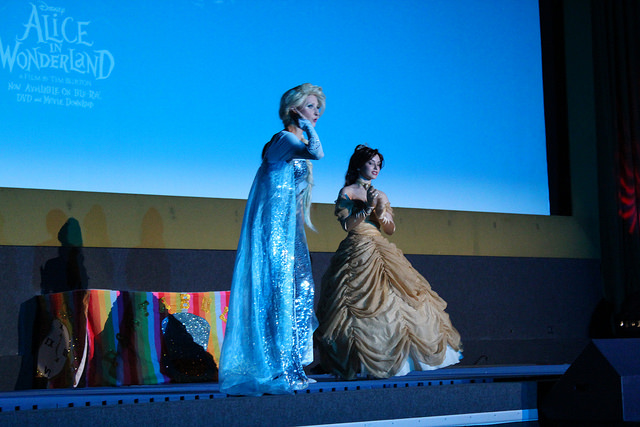
Francisca Aguilera (izquierda) caracterizada en un espectáculo infantil durante el IV Festival de cine fantástico de Torremolinos

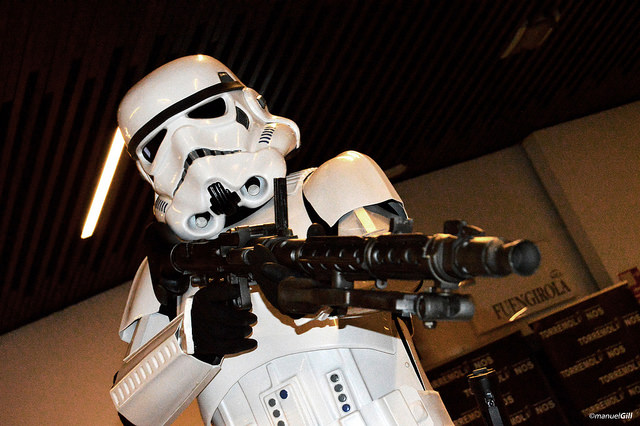
Un miembro de la "Legión 501" en el IV Festival de cine fantástico de Torremolinos

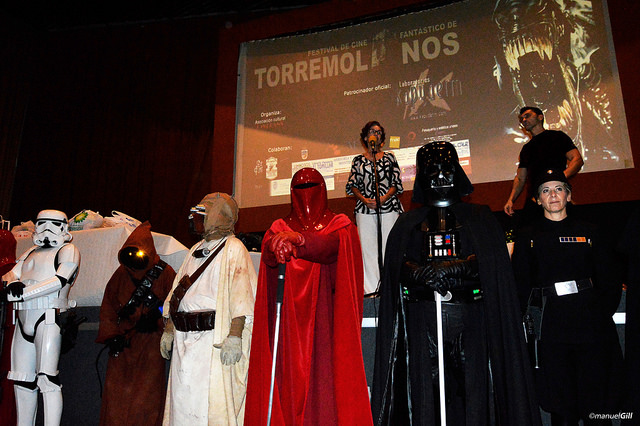
La "Legion 501" en la sesión benéfica del IV Festival de cine fantástico de Torremolinos

Junto a muchas de las proyecciones (especialmente en las galas, las "sesiones de medianoche" y las de cine infantil) se incluyen espectáculos sorpresa que no figuran en el programa del festival y que, la gran mayoría, lo organizan voluntarios y parte del equipo de la Asociación cultural Cinefans.
Conviene destacar los espectáculos de las galas y los de la "noche de Halloween".
La mayoría de ellos buscan interactuar con el público o con el equipo del film allí presente.
En la gala inaugural 2014, Paco Soto, director de la película de inauguración "Operasiones espesiales" fue obligado a subir al escenario y pasar por tres pruebas para poder proyectar su película: un concurso de gritos, conseguir 5 manchas de carmín del público en el póster del film en menos de 30 segundos y responder correctamente a 3 preguntas con trampa: por cada fallo, se llevaba un tartazo en la cara propiciado por sus propios actores.
También destacan los espectáculos de las galas de inauguración 2013 (película: "Save the zombies" de Yen Galvez) donde se subastaban una familia de zombis ante el público o la del 2012 (película: "Carne cruda" de Tirso Calero) donde el público entraba en un sorteo y se llevaban una bolsa de "carne cruda" picada (salido de otro espectador descuartizado previamente detrás de un biombo), el del film "Dracula 0.9" donde un personaje descartado en el guion (alias "Dracula 0.8") se vengaba del director de la película (Emilio Schargorodsky) por no incluirlo en el guion final o el de la gala de clausura 2014 (película: "Wax" de Víctor Matellano) donde se representaba, a la salida de la sala, un museo de cera viviente.
Los espectáculos incluyen música, efectos sonoros, efectos especiales, técnicas de ilusionismo, juegos de luces y actores descontrolados. Entre ellos, actores dotados con armas, sierras mecánicas, túnicas, máscaras, cadenas, mazas, espadas, pistolas y demás.
En 2012 todo un ejército ruso de más de 15 personas secuestra la sala a golpe de pistolas reales (con balas de fogueo), cerrando las puertas e impidiendo ver la película hasta que el público encuentre una bomba de relojería oculta en un tiempo limitado.
En 2014 se incluyeron un desfile de la "Legión 501" (legión de "Star Wars") para la sesión benéfica, una visita sorpresa de los "Cazafantasmas de Málaga" para la sesión de Halloween infantil dejando a los niños y niñas jugar con las pistolas láser y montarse en el coche Ecto-1, un siniestro ritual satánico con pentagramas en el suelo y actores con máscaras al estilo "Eyes wide shut", un poseído, una retransmisión en directo de los ataques extraterrestres ocurridos en Torremolinos presentado por los dobles de Iker Jiménez y Carmen Porter y un ataque zombi (con cerca de 30 actores caracterizados) que invaden la sala y pueden hacer (según los directores) todo lo que quieran con el público.
Un personaje recurrente de las "sesiones de medianoche" es Vampira, interpretada por Francisca Aguilera (jefa de espectáculos y miembro de la Asociación), en la que la actriz interpreta una mezcla del famoso personaje femenino 'Vampira' y 'Elvira' vistiendo ropa negra sexy, mascotas horrendas, tono de voz insinuante, mucha picaresca y juegos de palabras.
Otro protagonista es uno de los directores del evento Miguel Pedraza que realiza algunas presentaciones sorpresa (interpretando el personaje de "presentador despistado e improvisado") o que se dirige directamente al público desde el escenario para dedicarles unas palabras aparentemente serias dotadas con bastante humor negro ("al más puro estilo Chicho Ibáñez Serrador en 'Historias para no dormir'" como dice el propio Pedraza).
Los espectáculos, junto a los "cortometrajes fuera de concurso", se han convertido con el paso de los años en uno de los referentes del festival.
La mayoría están escritos por Francisca Aguilera y Ángela Paloma Nuñez (equipo de espectáculos de festival), por el voluntario Pedro Herves desde el año 2014 y supervisados en algunos casos, o incluso ideados, por los directores del evento Miguel y David Pedraza.

## Actividades paralelas
Durante el festival se realizan una serie de eventos que suceden en el hall o en otras salas del Palacio de congresos y exposiciones de Torremolinos, todos ellos de entrada libre y gratuita.
Los invitados han protagonizado "encuentros" o "clases magistrales" como los "Encuentros con Emma Ozores", "Encuentros con Paco Soto", "Julián Lara y el cine... hasta que la muerte los separe", "Seamos creativos (con Yen Gálvez)" o "Tirso Calero: del guion a la pantalla".
Otros profesionales del sector también han ofrecido clases al público asistente como "Curso de fotografía nocturna" (de Carlos Mérida Benamrade, voluntario del festival y miembro de la Asociación cultural Cinefans), "La traducción llama a su puerta: adaptar el cine fantástico y de terror" (del traductor Javier Pérez Alarcón) o "Introducción a la caracterización en el cine" (del equipo de voluntarios de caracterización y peluquería del festival 2014).
Cada año se muestran en el hall una serie de exposiciones de dibujo, pintura e imágenes de cine (como las imágenes de making of de la película "E.T., el extraterrestre" en la edición 2012 o la famosa exposición del año 2014 de fake posters con el personaje "Alien" de protagonista en varias portadas famosas).
Una de las exposiciones fijas que han despertado mucho interés, generado polémicas por su carácter morboso y que se repite desde la edición 2013 es una exposición de fotografías post mortem (con imágenes reales de cadáveres de finales del siglo XIX y principios del siglo XX que incluye fotografías de infantes y de familias enteras), cuyos responsables esconden tras una cortina roja y la publicitan como "la única exposición de fotografías que está escondida para no herir sensibilidades".
Y a nivel ocio, en la edición 2012 se celebró un campeonato de Warhammer 40.000, en el 2014 un torneo de FIFA 15 para PS4 y desde el año 2012 se celebra una cosplay con modalidades infantiles y adultos así como diversas actividades de Halloween para los más pequeños, presentaciones de libros (como "El imperio Klingon de Star Trek" con su autor Raúl García y la ilustradora Ireness Art), grabaciones de podcasts con público (como la de "Wenagente" en la edición 2014 y la de "Abandopodcast (de Abandomoviez)" en el 2012 y actuaciones musicales o de magia.

## Premio "Torremolinos Fantástico"
Los premios "Torremolinos fantástico" son honoríficos y se entregan desde el año 2012 a personas o entidades que han colaborado o han sido protagonistas del festival y tienen cierta relevancia con el mundo del cine fantástico. Especialmente a personalidades menos conocidas pero dignas de mención.
Listado de premiados:
Año 2012: "Abandopodcast (de la web Abandomoviez)"
Año 2013: "Jess Franco y Lina Romay (premio póstumo)
Año 2014: "Julián Lara" (director de cine)

## Invitados
Entre las presencias más relevantes de las últimas ediciones destacan las de Pedro Reyes, Horten Soler, Iñaki Urrutia, Emma Ozores, Javier Aller, Luís Cao, Julián Lara, Tirso Calero, Jean-François Guay, Esaú Dharma, Marc Carreté, Víctor Matellano, Yolanda Font, Ezequiel Romero, Yen Gálvez, Javier Zurita, Rafael Robles "Rafatal", Juan José Patón, Sergio Sánchez y Emilio Schargorodsky entre muchos más.